# Rolf Krohn
Rolf Krohn (Halle an der Saale, 1949. október 25. –) német író.

## Élete
Vegyipari szakmunkás gyakorlata után 1969-ben fizikát kezdett hallgatni a drezdai Műszaki Egyetemen. 1973-ban politikai okok miatt elbocsátották az egyetemről. Ezután vegyipari munkásként, később éjjeliőrként dolgozott Hallében. 
Írói pályafutását 1975-ben kezdte. Munkái tudományos-fantasztikus és történelmi témákat dolgoztak fel, regényeket és novellákat egyaránt alkotott. 1900 és 1992 közt tovább tanult a drezdai Műszaki Egyetem fizika tanszékén. 

## Magyarul megjelent művei
- Cora (elbeszélés, Galaktika 47., 1982)
- A Triom (elbeszélés, Téren és időn túl c. antológia, WORLD SF Magyar Tagozata, 1988, ISBN 9630190729)

## Válogatott munkái

### Fantasztikus irodalom
- 1985 Begegnung im Nebel. elbeszélések, Das Neue Berlin, ISBN 3-360-00139-7
- 1990 Die tötende Sonne. elbeszélések, Tribüne Verlag, ISBN 3-7303-0521-2
- 1995 Auf den anderen Ufern der Nacht. elbeszélések, JUCO Verlag, ISBN 3-929752-06-9
- 2000 Schatten über der Saale. elbeszélések, Heiko Richter Verlag, ISBN 3-929752-06-9
- 2002 Am Tor der Zeit. elbeszélések, Heiko Richter Verlag, ISBN 3-9805826-9-8
- 2005 Das dunkle Bild der Liebe. regény, ISBN 978-3-938227-66-4
- 2010 Die Blitze. elbeszélés, BunTES Abenteuer 1/2010, Verlag TES, Erfurt
- 2013 Bunte Lichter. elbeszélések, ISBN 978-3-932655-45-6, Edition TES im Ulenspiegel-Verlag Waltershausen/Erfurt
- 2018 29 Sternschnuppen. elbeszélések,  Edition TES, ISBN 978-3-945713-58-7, Edition Solar-X
- 2019 Der Stern von Granada. regény,  Edition TES. ISBN 978-3-932655-51-7

### Történelmi művek
- 1978 Das Grab der Legionen. regény, Verlag Neues Leben
- 1983 Das Labyrinth von Kalliste, regény, Verlag Neues Leben
- 1989 Hannibals Rache, elbeszélés, Verlag Neues Leben, ISBN 3-355-00922-9
- 2005 Vier Säcke Silber. regény, Edition Solar-X & T.E.S, ISBN 3-00-016285-2
- 2006 Tod auf tausend Hufen. elbeszélések, ISBN 3-89812-324-3
- 2007 Mord für die Macht, regény, ISBN 978-3-00-022952-7
- 2016 Sherlock Holmes und die Farben des Verbrechens, regény, Blitz-Verlag, Köln

## Fordítás
- Ez a szócikk részben vagy egészben  a   Rolf Krohn című német Wikipédia-szócikk ezen változatának fordításán alapul.  Az eredeti cikk szerkesztőit annak laptörténete sorolja fel. Ez a jelzés csupán a megfogalmazás eredetét és a szerzői jogokat jelzi, nem szolgál a cikkben szereplő információk forrásmegjelöléseként.